# فورتزيه
بَلدَة ڤورتزيه (بالأَلمانِيَّة: Gemeinde Wörthsee) هي بَلدَة أَلمانِيَّة في مِنطَقَة شَتارنبِرغ التَّابِعة لمُحافظة باڤارِيا العُليَا في وِلاَية باڤارِيا في جُمهُوريَّة أَلمَانيَا الاِتّحاديّة بمِساحة تُقَدَّر بحَوالَي 21 كم².

## وُصلات خارجيّة
- الصّفحة الرّسميّة لِبَلدَة ڤورتزيه (باللُّغَةُ الألمانِيّة).

## مَراجع
1. ↑  GeoNames (بالإنجليزية), 2005, QID:Q830106